# Духанина, Екатерина Петровна
Екатерина Петровна Духанина (Громан, Громан-Духанина) (22 октября 1875 — ?) — социал-демократ, меньшевик, политэмигрантка, член-сотрудник Госплана.

## Биография
Родилась в Рязани, в семье дворянина, поручика Петра Николаевича Духанина.
Окончила Рязанскую Мариинскую женскую гимназию, затем в Москве годичный педагогический курс Тихомирова, поступила на фельдшерские курсы при Старо-Екатерининской больнице, не закончила в связи с арестом.
В 1897 году за активное участие в студенческих волнениях и принадлежность к «Союзному совету» объединённых землячеств заключена в тюрьму и сослана на три года в Вятскую губернию под гласный надзор полиции. Отбывала ссылку в г. Орлов.
Член РСДРП 1900—1922 гг. Примкнула к меньшевикам.
1909—1917 в политической эмиграции в Германии, Швейцарии, Дании.
1915—1917 сотрудница «Общества для изучения социальных последствий войны», основанного в 1915 году А. Л. Парвусом (настоящее имя — Израиль Лазаревич Гельфанд) в Копенгагене.
С 1922 — заведующая сельско-хозяйственным сектором статистического бюро Госплана. В 1930 вычищена из аппарата Госплана по второй категории.

## Семья
Муж — Громан Владимир Густавович (1874—1940) 18 мая 1897 год г. Орлов Вятской губ. бракосочетание «состоящего под гласным надзором полиции в городе Орлове бывшего студента Московского Университета, сына домашнего учителя Владимира Густавовича Громана, 23 лет, православного вероисповедания» первым браком с «состоящей под гласным надзором полиции в городе Орлове бывшей слушательницей фельдшерских Екатерининских курсов дочерью поручика Петра Николаевича Духанина девицей Екатериной, 21 года»
Сын — Громан Сергей Владимирович, (4 января 1898, г. Орлов Вятская губ. — 29 мая 1938, Бутовский полигон)
Сын — Духанин Лев (1906 — ?)